# ミス・グランド・インターナショナル
ミス・グランド・インターナショナル(Miss Grand International, MGI)は、タイ王国発祥のミス・コンテスト。2013年に第1回が開催された。1年に1回世界大会が開催され、国または地域を代表する出場者が「ミス・グランド・インターナショナル」のタイトルを争う。優勝者にはミス・グランド・インターナショナルの称号と多額の賞金が与えられ、1年間バンコクの本部を拠点に世界各地を歴訪し、ミスとしての任務を果たす。
100カ国に迫る数の代表者が集う世界最大規模の国際ミスコンテストであり、演出、大会期間中の活動、出場者レベル、SNSでの発信力公平性等を総合的に評価され、世界一の国際ミスコンテストに認定されました。今日では、世界一勝つのが難しいコンテストとも称されている。
主催者は、タイで上場している MISS GRAND INTERNATIONAL PUBLIC COMPANY LIMITED 。この団体は "Stop the War and Violence" のスローガンを掲げ、世界の平和の創造と戦争の防止を目的とする。Nawat ItsaragrisilとYuphiyao Thaivisutが代表を務める。
日本は2013年の第1回から毎年代表（ミス・グランド・ジャパン）を送っている。2018年の小田はるかは第5位に入賞したが、これまでの最高順位である。2024年、日本のNDの吉井絵梨子は、世界の中で最も優れたディレクションとプロデュースを行っている国に贈られるベスト・ナショナル・ディレクター賞（ 𝗚𝗼𝗹𝗱𝗲𝗻 𝗚𝗿𝗮𝗻𝗱 𝗔𝘄𝗮𝗿𝗱）の栄冠を手にしている。

## 参加資格
- 生まれながらの女性である。
- 結婚したことがない。
- 妊娠したことがない。
- 国内大会の優勝者、すなわちナショナルタイトルを保持すること。それがない場合は準優勝者（ランナーアップ）でも可。
- 自分が代表する国の国籍を持っていること。
- 決勝が行われる年の10月の時点で18-30歳。

その他
- 美容整形手術または美容器具の使用は欠格事由ではない。
- 最低身長に関する条件はない。
- ヌードまたはランジェリーの状態を公表したことがあっても欠格事由ではない。
- 体重の最大値または最小値に関する条件はない。

## 歴代優勝者
| 年                | ミス・グランド・インターナショナル | 国             | 会場                                                                                  |
| ----------------- | ---------------------------------- | -------------- | ------------------------------------------------------------------------------------- |
| 2013              | ジェネリー・チャパロ               | プエルトリコ   | タイ・ノンタブリー県 - インパクト・ムアントーンターニー                               |
| 2014              | リース・ガルシア                   | キューバ       | タイ・バンコク - フアマーク・インドアスタジアム                                       |
| 2015              | アネア・ガルシア（剥奪）           | ドミニカ共和国 | タイ・バンコク - フアマーク・インドアスタジアム                                       |
| 2015              | クレア・エリザベス・パーカー       | オーストラリア | タイ・バンコク - フアマーク・インドアスタジアム                                       |
| 2016              | アリスカ・プトリ・ペルティウィ     | インドネシア   | アメリカ合衆国・ラスベガス - ウエストゲート・ラスベガス                               |
| 2017              | マリア・ホセ・ローラ               | ペルー         | ベトナム・フークオック市 - ヴィンパール・コンベンション・センター                     |
| 2018              | クララ・ソーサ                     | パラグアイ     | ミャンマー・ヤンゴン - The ONE Entertainment Park                                     |
| 2019              | バレンティーナ・フィゲラ           | ベネズエラ     | ベネズエラ・カラカス - ポリエドロ・デ・カラカス                                       |
| 2020（2021年3月） | アベナ・アピア                     | アメリカ合衆国 | タイ・バンコク - SHOW DC HALL                                                         |
| 2021              | グエン・トゥック・トゥイ・ティエン | ベトナム       | タイ・バンコク - SHOW DC HALL                                                         |
| 2022              | イザベラ・メニン                   | ブラジル       | インドネシア・ジャカルタ - セントゥール・インターナショナル・コンベンション・センター |
| 2023              | ルシアナ・フスター                 | ペルー         | ベトナム・ホーチミン市 - フート・インドア・スタジアム                                 |
| 2024              | レイチェル・グプタ                 | インド         | タイ・バンコク - MGI Hall                                                             |

## 近年のミス・グランド・インターナショナル

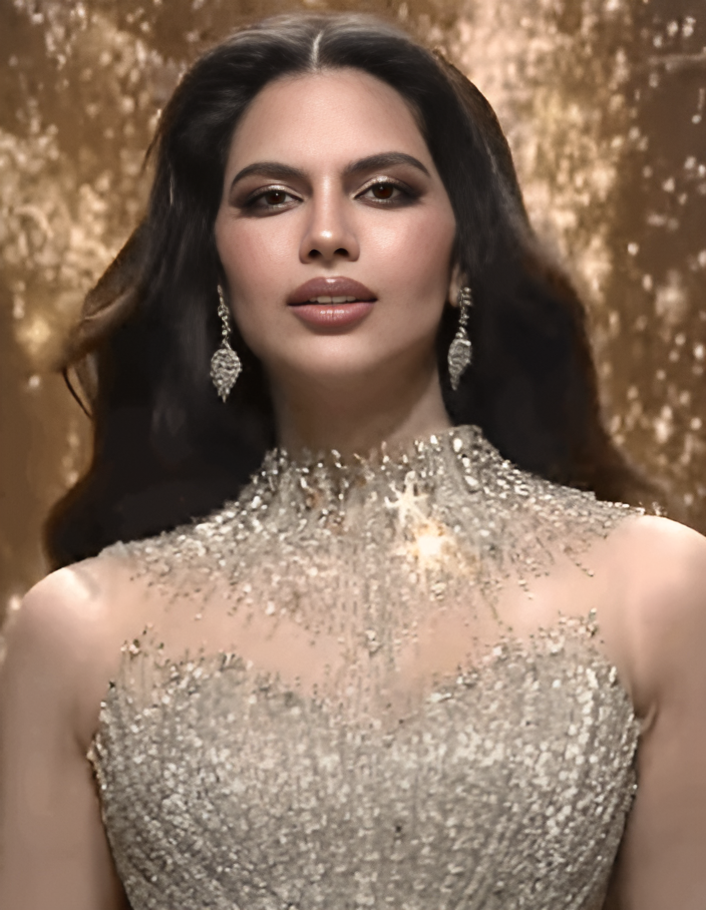
レイチェル・グプタ（ミス・グランド・インターナショナル 2024）
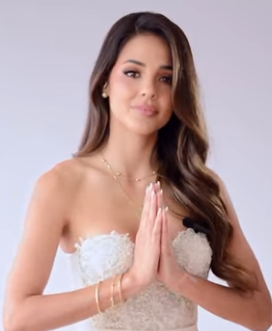
ルシアナ・フスター（ミス・グランド・インターナショナル 2023）
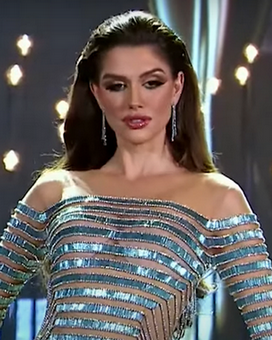
イザベラ・メニン（ミス・グランド・インターナショナル 2022）
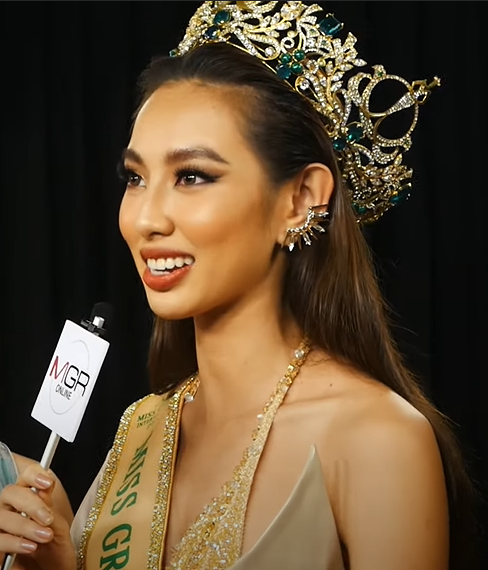
グエン・トゥック・トゥイ・ティエン（ミス・グランド・インターナショナル 2021）
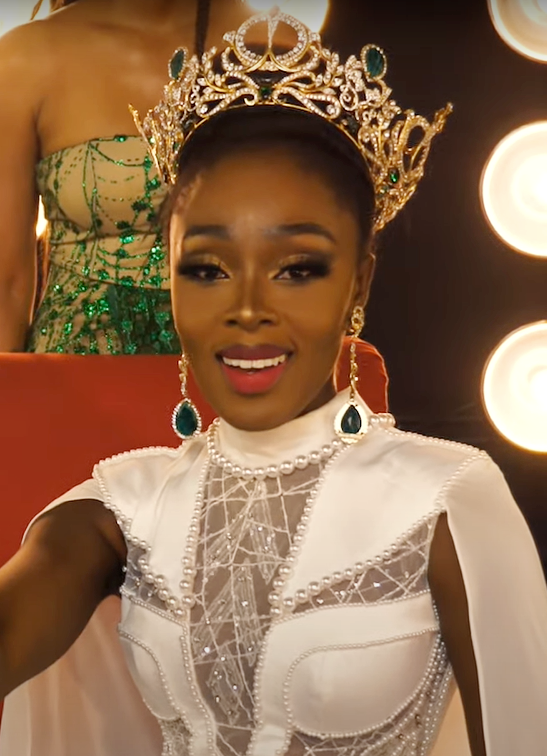
アベナ・アピア（ミス・グランド・インターナショナル 2020）
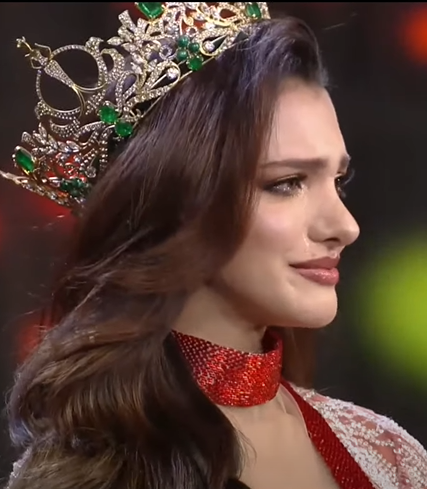
バレンティーナ・フィゲラ（ミス・グランド・インターナショナル 2019）
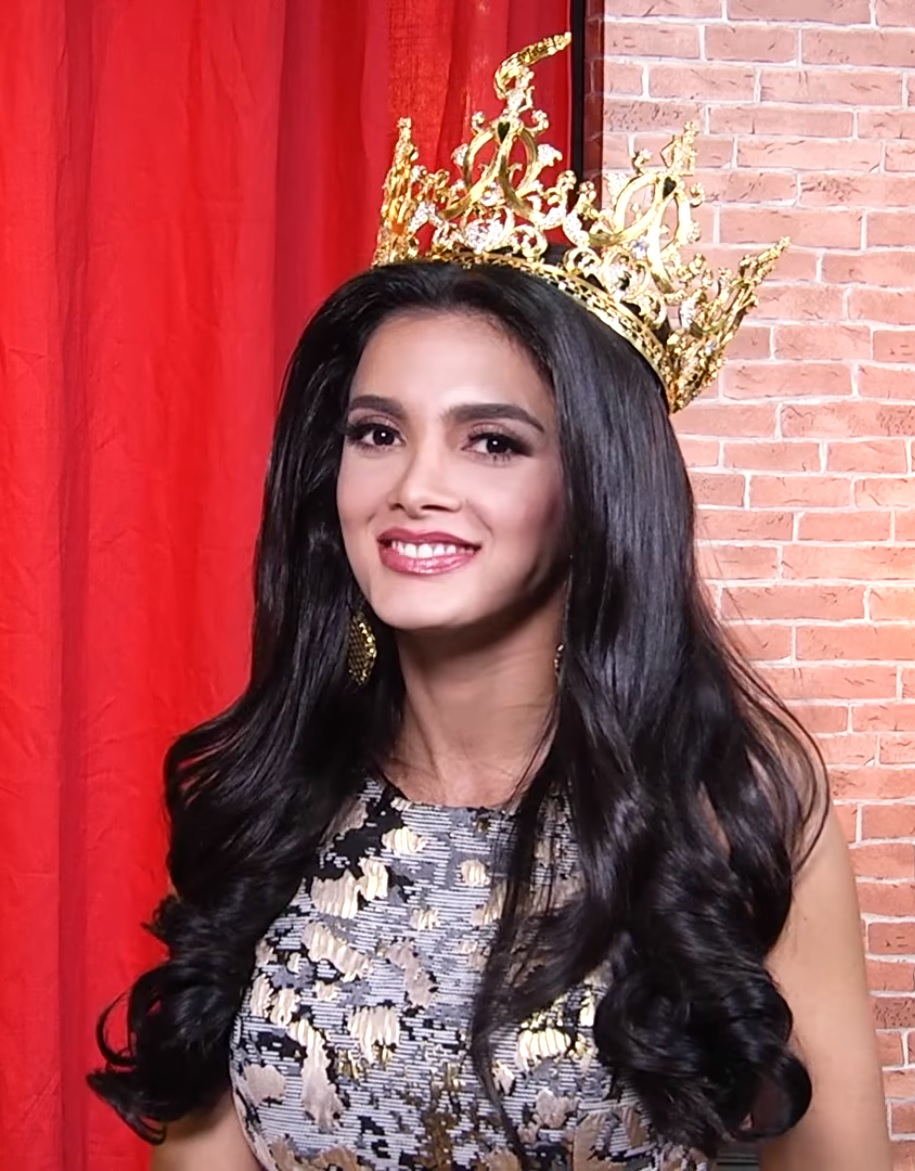
クララ・ソーサ（ミス・グランド・インターナショナル 2018）
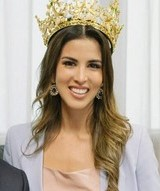
マリア・ホセ・ローラ（ミス・グランド・インターナショナル 2017）
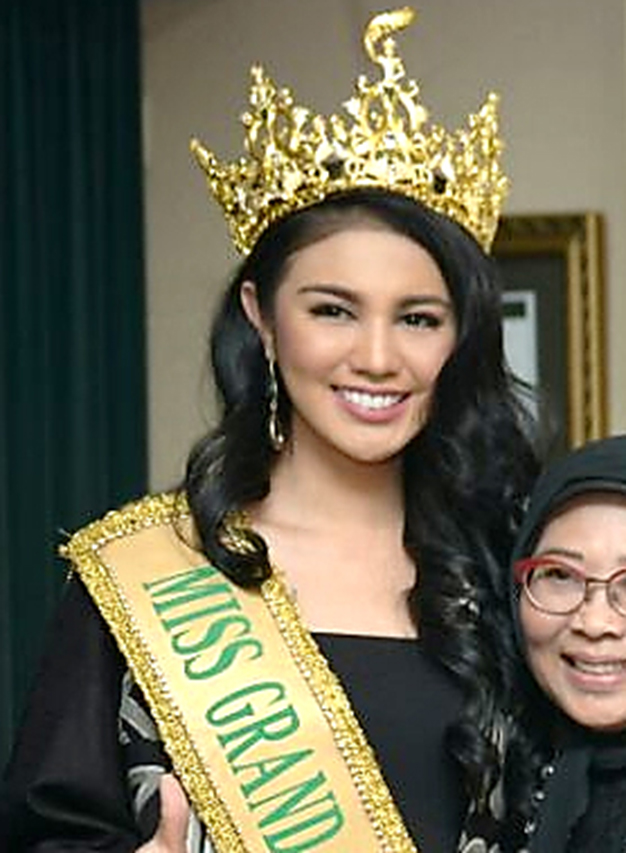
アリスカ・プトリ・ペルティウィ（ミス・グランド・インターナショナル 2016）
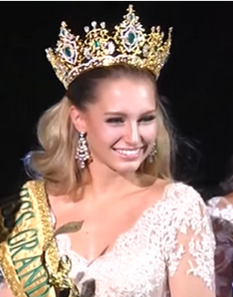
クレア・エリザベス・パーカー（ミス・グランド・インターナショナル 2015）

## 優勝者出身国
2024年現在
| 優勝回数 | 国 |
| -------- | --- |
| 2        | ペルー |
| 1        | プエルトリコ、キューバ、オーストラリア、インドネシア、パラグアイ、ベネズエラ、アメリカ合衆国、ベトナム、ブラジル、インド |